# Amsterdam Admirals

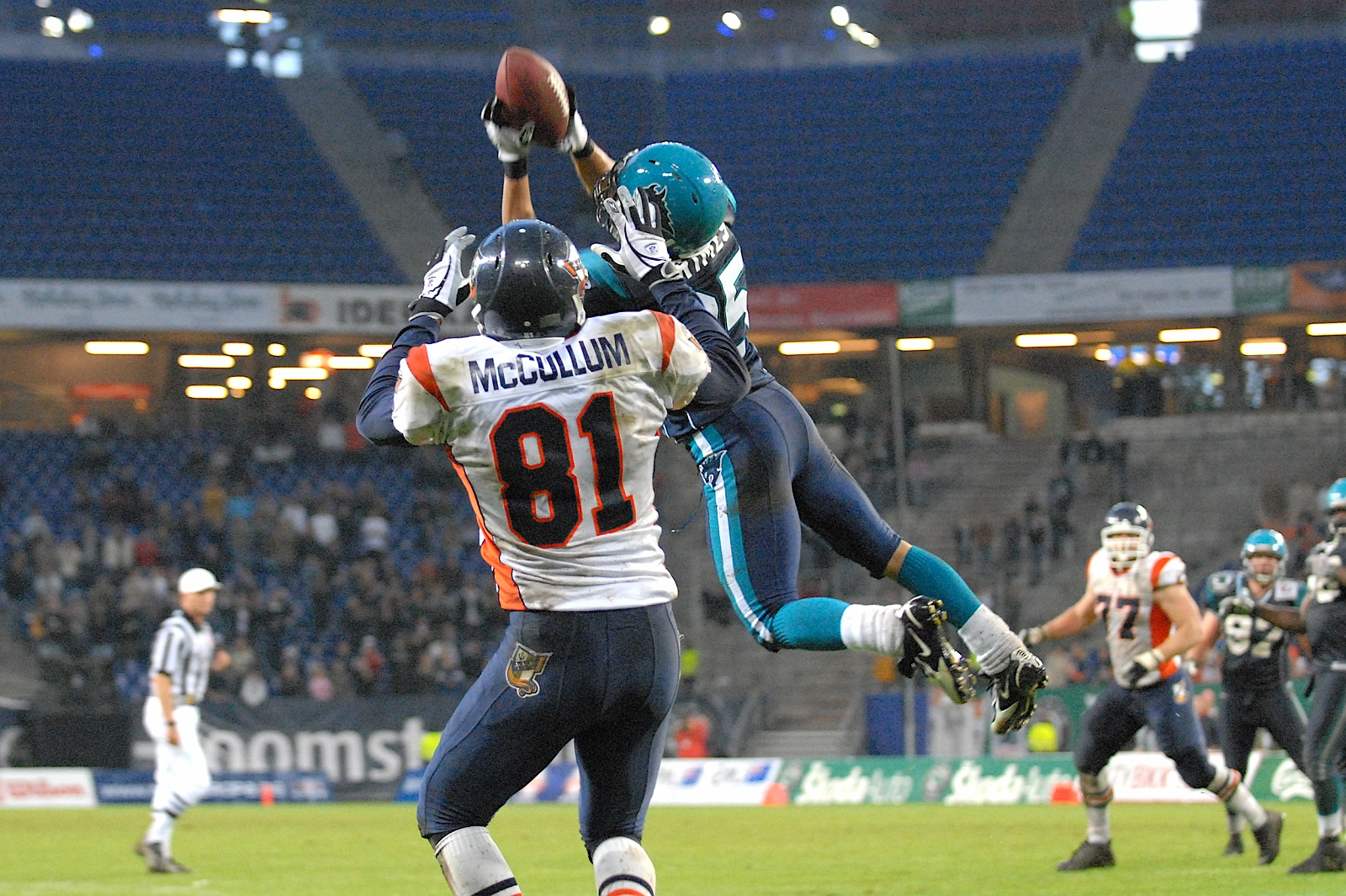

Amsterdam Admirals byl profesionální tým amerického fotbalu, založený v roce 1995. Působil v evropské lize NFL. Zanikl v roce 2007.

## Historie
Amsterdam Admirals byl založen roku 1995 jako součást plánu ligy NFL restartovat WLAF s tím, že všechny týmy budou z Evropy. Admirals byli jedním z nejmladších týmů v lize, dalším byli Scottish Claymores, sídlící v Edinburghu a Rhein Fire sídlící v Düsseldorfu. Tyto nové týmy se připojily ke starším týmům ligy jako Barcelona Dragons, Frankfurt Galaxy a London Monarchs. Amsterdam Admirala začal hrát domácí zápasy na starém Olympisch Stadium, který bylo roku 1928 založen pro pořádání Letních olympijských her. Na olympijském stadionu působil dva roky, pak se přestěhoval na stadion Amsterdam ArenA. V roce 2005 vyhrál tým World Bowl a stal se mistrem NFL Europe.
| Sezona | Výhry | Prohry | Remíza |
| ------ | ----- | ------ | ------ |
| 1995   | 9     | 1      | 0      |
| 1996   | 5     | 5      | 0      |
| 1997   | 5     | 5      | 0      |
| 1998   | 7     | 3      | 0      |
| 1999   | 4     | 6      | 0      |
| 2000   | 4     | 6      | 0      |
| 2001   | 4     | 6      | 0      |
| 2002   | 4     | 6      | 0      |
| 2003   | 4     | 6      | 0      |
| 2004   | 5     | 5      | 0      |
| 2005   | 6     | 4      | 0      |
| 2006   | 7     | 3      | 0      |
| 2007   | 4     | 6      | 0      |